# Sealed Knot
 (août 2024).
Si vous disposez d'ouvrages ou d'articles de référence ou si vous connaissez des sites web de qualité traitant du thème abordé ici, merci de compléter l'article en donnant les références utiles à sa vérifiabilité et en les liant à la section « Notes et références ».
Les Sealed Knot (« nœud scellé » ) était une association royaliste secrète durant l'Interrègne anglais qui visait la restauration de la monarchie.
Ses membres fondateurs sont :
- John Belasyse (1614-1689), 1er baron Belasyse
- Sir William Compton (1625-1663 ; troisième fils de Spencer Compton, 2nd Earl of Northampton)
- Henry Hastings (1610-1666), 1er baron Loughborough
- Col. John Russell (royaliste)
- Col. Sir Edward Villiers (1620-1689 ; père d'Edward Villiers)
- Sir Richard Willis (s'écrit parfois 'Willys') (1613/14-1690), 1er comte de Jersey

Les Sealed Knot ont fait huit tentatives de restauration entre 1652 et 1659.
À partir de 1653, Elizabeth Maitland (alors Élisabeth Tollemache) est affiliée à l'organisation.
La plus grande révolte a eu lieu en 1655 et est connue sous le nom de soulèvement de Penruddock, d'après son meneur, John Penruddock. Les forces loyales au Lord Protecteur Oliver Cromwell ont aisément mis fin à cette révolte.